# Sardinské království
Sardinské království, též království Sardinie (italsky Regno di Sardegna), do roku 1479 známé jako Sardinsko-korsické království (latinsky Regnum Sardiniae et Corsicae); od roku 1848 pak jako sardinsko-piemontské, bylo v letech 1324–1861 království v severní Itálii, ze kterého později vzniklo Italské království a tím i dnešní italský stát.

## Historie

### Sardinie za vlády aragonských králů

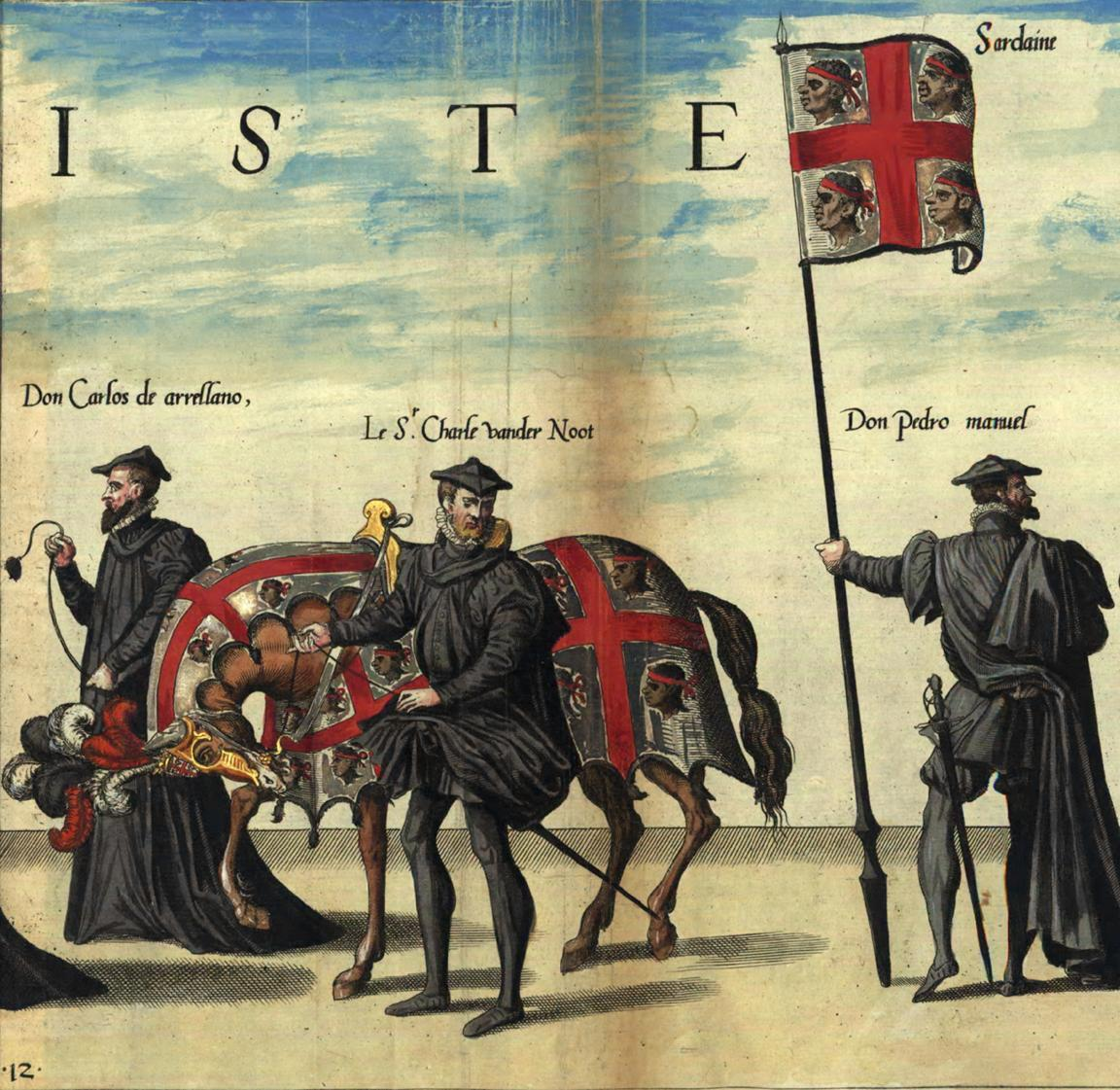
Znak a vlajka v době unie s Aragonií

V roce 1297 papež Bonifác VIII. vyhlásil „Sardinsko-korsické království“ (Regnum Sardiniae et Corsicae), které udělil aragonskému králi Janovi II. Spravedlivému jako náhradu za ztrátu pevninské části Sicílie v konfliktu mezi Anjouovci a Aragonskem (viz Sicilské nešpory). Území Sardinsko-korsického království však fakticky zůstalo pod vlivem Pisy a Janova. Do roku 1336 se Aragonsku podařilo eliminovat vliv Pisy a do začátku 15. století i Janova na Sardinii, Korsiku však nezískalo a nároků na ni se vzdalo v roce 1479, kdy byla i z názvu království vyškrtnutá část „korsické“. V 16. století se tedy Sardinské království spolu s Aragonskem, které ho ovládalo, stalo součástí vznikajícího Španělska.
Španělsko ale v roce 1714 o Sardinské království definitivně přišlo během války o dědictví španělské.

### Sardinské království za vlády Savojských
V roce 1714 Španělsko ztratilo Sardinské království ve prospěch rakouské monarchie, která zas území roku 1720 vyměnila se savojským vévodou za Sicilské království, které získal. Území dostalo (znovu) název Sardinské království, i když mu vládla savojská dynastie a jeho centrem byl Piemont a hlavní město Turín. Hlavní území království tedy tvořily Savojsko, Piemont, Sardinie a Montferrat.
V roce 1792 království ztratilo Savojsko ve prospěch Francie a v roce 1802 Piemont. V roce 1815 bylo obnoveno původní území a připadla mu i bývalá Janovská republika. V polovině 19. století se království pokoušelo sjednotit celou Itálii pod svou vládu, ale v letech 1848–1849 ho porazila rakouská armáda.

#### První válka za nezávislost

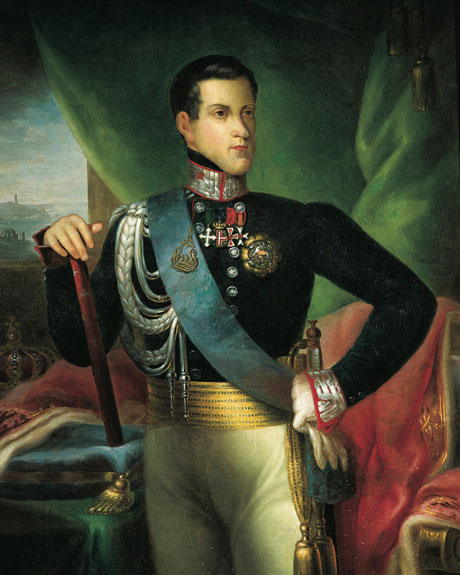
Král Karel Albert Savojský

Roku 1848 začala propukat různá povstání v krajích poddaných rakouskému císaři, zejména v Benátkách a především v Miláně, kde proběhla vzpoura zvaná Pět dní Milána, jež skončila 22. března vítězstvím rebelujících obyvatel a odchodem jednotek rakouského polního maršála Josefa Václava Radeckého z Radče z města.
Když se král Karel Albert Savojský dozvěděl o vítězství obou měst, rozhodl se jednat a 23. března dal impuls k válce za nezávislost Itálie, první v pořadí. Kromě Sardinie se války účastnily také další italské státy, jako například Papežský stát, Velkovévodství toskánské a Království obojí Sicílie, jež vyslaly své vojáky.
Počátek bojů byl příznivý pro Italy, zaznamenali několik vítězství, například v bitvě u Pastrenga, poté Peschiera a Goito. Rakušané zvítězili pouze v bitvě u Santa Lucie u Verony. Nicméně papež stáhl své jednotky z bojů, neboť se obával rakouské náboženské reakce, jež by mohla vést až ke schizmatu. V tomto počinu papeže následoval rovněž panovník Království obojí Sicílie Ferdinand II. Neapolsko-Sicilský.
Tak zůstali v boji jen osamělí dobrovolníci a Rakušané měli možnost upevnit své pozice. Mocnou protiofenzívou získali zpět velkou část ztracených měst, až dne 4. srpna podepsal Karel Albert příměří.
Po nedlouhé přestávce v březnu 1849 byl rychle poražen. Byl nucen odstoupit ve prospěch svého syna Viktora Emanuela II. První válka za italskou nezávislost skončila vítězstvím Rakouska a Savojským se nepodařilo rozšířit vlastní panství se záměrem sjednotit italský národ.

#### Druhá válka za nezávislost

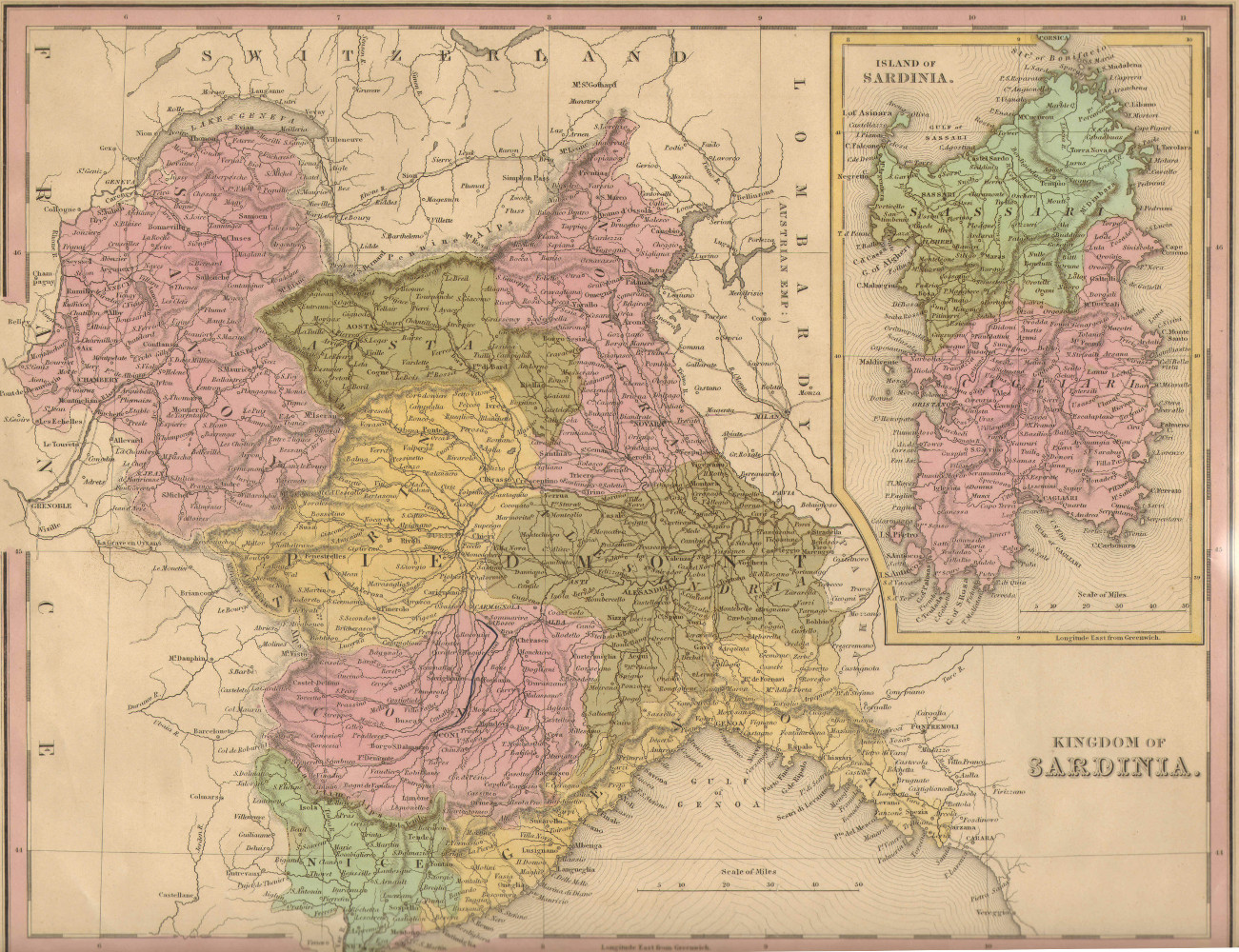
Sardinské království v roce 1839: Piemont se Savojskem vlevo nahoře (růžová) a Nice vlevo dole (hnědá) dnes obě součástí Francie; a Sardinie v rámečku

Roku 1852 se prvním ministrem Sardinského království stal Camillo Benso Conte di Cavour, jenž položil základ k množství významných hospodářských reforem s cílem modernizace Sardinie. Rozšířil železniční síť, také janovský přístav a zavedl do té doby v zemi prakticky neexistující průmysl.
V roce 1855 se Sardinské království, na pokyn Cavoura, zúčastnilo krymské války, když vyslalo 15 000 mužů. Tato vojenská účast o rok později umožnila sardinskému království účastnit se pařížského kongresu, kde mohl premiér Cavour osobně kritizovat chování Rakušanů a vytvořit si tak pozitivní vztahy s Brity, Francouzi a Prusy.
V roce 1859 království Sardinsko-piemontské spolu s Francií porazilo Rakousko a do roku 1860 se jeho území rozšířilo o Lombardii (1859) a Toskánsko, Parmu, Modenu a Romagnu (březen 1860), jako i o severní část papežského státu spolu s Královstvím obojí Sicílie (listopad 1860). Savojsko a Nice naopak odstoupilo roku 1860 Francii. Tím pádem Sardinské království pokrývalo celou dnešní Itálii kromě Benátska a okolí Říma. V roce 1861 bylo transformováno na Italské království, ve kterém vládl dosavadní sardinský král Viktor Emanuel II.

## Státní symbolika

malý státní znak:
Enzio Sardinský
unie s Aragonií
1720–1815
1815–1831
1831–1848

velký státní znak:
1720–1815
1815–1831
1833–1848
1848
1848–1861

státní vlajka:
od 1324
1720–1848 (vlajka savojských států)
18. století
1816–1848
1848–1851
1851–1861